# Ab Kettleby
Ab Kettleby è un villaggio e parrocchia civile dell'Inghilterra, appartenente alla contea del Leicestershire.